# Estación de ferrocarril de Tianjin
La estación de ferrocarril de Tianjin (en chino, 天津站; pinyin, Tiānjīn Zhàn) es la principal estación de ferrocarril de Tianjin, China. Fue inaugurada en 1888, reconstruido en 1987-1988 y reestructurado en 2007-2008. Su gran título chino fue escrito por Deng Xiaoping en 1988, para celebrar el centenario de su fundación.
Desde el 1 de agosto de 2008, sirve como terminal para los trenes de alta velocidad a la ciudad, incluido el ferrocarril interurbano Beijing-Tianjin, que puede alcanzar velocidades superiores a 350 km/h.